# 尾崎将司
尾崎 将司（おざき まさし、1947年1月24日 - ）は、日本のプロゴルファー、元プロ野球選手。
本名およびプロ野球時代の登録名は尾崎 正司（読みは同じ）。徳島県海部郡宍喰町（現・海陽町）出身。

## 経歴
ジャンボ尾崎の別名でも知られ、公式ゴルフランキングでも“Masashi Jumbo Ozaki”と表記された。通称「ジャンボ」。世界ランキングの自己最高位は1997年ブリヂストンオープン優勝後の5位である。
日本ゴルフツアー通算94勝、賞金王12回、メジャー大会20勝（日本プロ6勝、日本マッチプレー1勝、フィランソロフィー1勝、日本オープン5勝、日本シリーズ7勝）は歴代最多記録。
通算優勝回数113回は世界プロツアー最多記録であり、2010年に世界ゴルフ殿堂入りした。
2013年に日本男子レギュラーツアー史上初のエージシュートを、年齢より4打低いスコアで成立させた。

## 野球
徳島県立海南高等学校では1964年、投手として春の選抜に出場し、決勝に進出した。尾道商のエース小川邦和に投げ勝ち、初出場初優勝を飾った。同年夏の地方予選では南四国大会準決勝で、有藤通世のいた高知高に延長12回で敗退している。
1965年、西鉄ライオンズに投手として入団した。1年目から一軍に上がり、9月には先発として起用されたが、同期で入団した池永正明の投球を見て「こんなピッチャーがいたんじゃ、俺なんかピッチャーで飯が食える訳が無い」と、1967年に外野手に転向する。
二軍では4番打者として活躍し、一軍でも8試合に先発出場するが結果を残せなかった。一方ではプロ入り後に始めたゴルフにハマり、1967年中には練習をすっぽかしてゴルフに出掛けたことが発覚したことがあり、この年の9月には“ゴルフ禁止令”が出されたほどだった。しかし本人の中でゴルフの道に転じたい思いが強まり、1967年12月23日に中西太監督に退団を申し出た。期待選手が僅か3年で退団の意向を明らかにしたため、西鉄球団は越年で慰留したが、「池永に勝ちたいという気持ちが野球を辞める理由だった。野球では負けたけど、違う世界ではあいつを追い抜く。そんな気持ちだった」と尾崎は翻意せず退団し、翌1968年1月26日に任意引退選手として公示され野球選手からは引退した。本人はこの当時「これからが本当の自分の人生のような気がしている」と話している。
プロゴルファー転向から約31年後の2001年に、OBによるリーグとして発足したプロ野球マスターズリーグの福岡ドンタクズに入団する。登録名は「尾崎 将司」、背番号は22。外野手として登録され、2003年度（同年オフ - 2004年初旬）まで所属した。出場は初年度のみで、3試合出場（打席数5）、打率.200（5打数1安打、1二塁打）の成績であった。

### 年度別投手成績
| 年 度    | 球 団    | 登 板 | 先 発 | 完 投 | 完 封 | 無 四 球 | 勝 利 | 敗 戦 | セ 丨 ブ | ホ 丨 ル ド | 勝 率 | 打 者 | 投 球 回 | 被 安 打 | 被 本 塁 打 | 与 四 球 | 敬 遠 | 与 死 球 | 奪 三 振 | 暴 投 | ボ 丨 ク | 失 点 | 自 責 点 | 防 御 率 | W H I P |
| -------- | -------- | ----- | ----- | ----- | ----- | -------- | ----- | ----- | -------- | ----------- | ----- | ----- | -------- | -------- | ----------- | -------- | ----- | -------- | -------- | ----- | -------- | ----- | -------- | -------- | ------- |
| 1965     | 西鉄     | 17    | 3     | 0     | 0     | 0        | 0     | 1     | --       | --          | .000  | 160   | 39.0     | 40       | 6           | 8        | 0     | 0        | 22       | 0     | 0        | 22    | 21       | 4.85     | 1.23    |
| 1966     | 西鉄     | 3     | 0     | 0     | 0     | 0        | 0     | 0     | --       | --          | ----  | 16    | 2.1      | 6        | 0           | 1        | 0     | 0        | 0        | 0     | 0        | 4     | 1        | 4.50     | 3.00    |
| 通算:2年 | 通算:2年 | 20    | 3     | 0     | 0     | 0        | 0     | 1     | --       | --          | .000  | 176   | 41.1     | 46       | 6           | 9        | 0     | 0        | 22       | 0     | 0        | 26    | 22       | 4.83     | 1.33    |

### 年度別打撃成績
| 年 度     | 球 団     | 試 合 | 打 席 | 打 数 | 得 点 | 安 打 | 二 塁 打 | 三 塁 打 | 本 塁 打 | 塁 打 | 打 点 | 盗 塁 | 盗 塁 死 | 犠 打 | 犠 飛 | 四 球 | 敬 遠 | 死 球 | 三 振 | 併 殺 打 | 打 率 | 出 塁 率 | 長 打 率 | O P S |
| --------- | --------- | ----- | ----- | ----- | ----- | ----- | -------- | -------- | -------- | ----- | ----- | ----- | -------- | ----- | ----- | ----- | ----- | ----- | ----- | -------- | ----- | -------- | -------- | ----- |
| 1965      | 西鉄      | 17    | 4     | 4     | 0     | 0     | 0        | 0        | 0        | 0     | 0     | 0     | 0        | 0     | 0     | 0     | 0     | 0     | 1     | 0        | .000  | .000     | .000     | .000  |
| 1966      | 西鉄      | 4     | 0     | 0     | 0     | 0     | 0        | 0        | 0        | 0     | 0     | 0     | 0        | 0     | 0     | 0     | 0     | 0     | 0     | 0        | ----  | ----     | ----     | ----  |
| 1967      | 西鉄      | 29    | 46    | 42    | 0     | 2     | 1        | 0        | 0        | 3     | 0     | 0     | 0        | 0     | 0     | 4     | 0     | 0     | 24    | 0        | .048  | .130     | .071     | .202  |
| 通算：3年 | 通算：3年 | 50    | 50    | 46    | 0     | 2     | 1        | 0        | 0        | 3     | 0     | 0     | 0        | 0     | 0     | 4     | 0     | 0     | 25    | 0        | .043  | .120     | .065     | .185  |

### 記録
- 初登板：1965年6月6日、対東映フライヤーズ8回戦（北九州市営小倉球場）、6回表から3番手で救援登板、2回無失点
- 初打席：1965年6月13日、対阪急ブレーブス7回戦（阪急西宮球場）、8回表に野呂瀬義昭の前に三振
- 初先発登板：1965年9月23日、対近鉄バファローズ26回戦（北九州市営小倉球場）、3回0/3を3失点で勝敗つかず
- 野手として初出場：1967年4月30日、対南海ホークス3回戦（大阪スタヂアム）、8回表に田中勉の代打として出場、三浦清弘の前に凡退
- 野手として初先発出場：1967年7月23日、対近鉄バファローズ17回戦（北九州市営小倉球場）、6番・左翼手で先発出場
- 初安打：1967年7月30日、対東映フライヤーズ19回戦（北九州市営小倉球場）、高橋善正から単打

### 背番号
- 22 （1965年 - 1967年）

### 登録名
- 尾崎 正司 （1965年 - 1967年）

## ゴルフ
西鉄ライオンズ時代打撃コーチの花井悠にゴルフへの転向を勧められたことで、プロゴルファーへ転向を決意するが、西鉄営業圏の九州内で活動することに退団時の騒動が障り、プロを目指して勤めていたカントリークラブを突然クビになり、千葉のカントリークラブへ移籍した。1970年4月にプロテスト合格し、正式にプロゴルファーへ転向した。同時に登録名を本名の「正司」から、「将司」へ改名した。
プロゴルフ転向後の1971年9月に日本プロで初優勝を飾ると瞬く間に5勝を挙げてスターダムにのし上がり、1972年にはニュージーランドPGAに杉本英世・河野高明・村上隆・内田繁・今井昌雪と共に招待されて出場。初日は2番で2mを入れ、3番では第1打を20cmに付けて連続バーディーで発進。343ヤードの13番ではドライバーでグリーエッジまで運び、そこからパターで直接入れるイーグルを奪うなど快調に飛ばした。終盤は17番でバンカーに入れてダブルボギーを叩くなど、この日は3アンダーで6位に付ける。2日目には5番の第2打でグリーン右の修理地に打ち込み、ドロップするところが砂地で目玉になる不運もあってダブルボギーにしたが、そこから本領を発揮。6番から16番までの11ホールで8バーディーを量産し、3つのパー5では全て2オンした。11番では木の下を5番アイアンでスライスをかけて抜き、20cmに付けて、現地記者から「ジャパニーズ・マジック」と評された。65をマークして通算9アンダーの2位で決勝ラウンドに進出し、強風に雨も混じるコンディションで迎えた3日目は河野に代わって尾崎が首位に立つ。9番2m、10番1.5m、11番3mを決める3連続バーディーなど69で通算11アンダーに伸ばし、2位河野に5打差を付けた。尾崎は「急変する天候でいいスコアが出なかった」と話したが、地元紙が「絶えず笑みを浮かべるジャンボ」と報じるなど、人気が出た。最終日はは2番で1.5mを入れるなどアウト3アンダーで独走態勢となり、通算15アンダーで2位に浮上した村上、地元のボブ・チャールズに7打差を付けての海外初優勝を飾った。
勢いはとどまるところを知らず、河野と共にマスターズに招待されメジャー初出場を果たし、オーガスタでも驚異的な飛距離が注目を集めるが、2日目に80と崩れて予選落ちを喫している。
1973年に2年連続2度目のマスターズ招待を受け、前年と同様に河野と参戦。前年の雪辱を果たすべくスタートホールに臨んだ尾崎の1打目は大きく左へと曲がり、くずカゴの中に入ってしまうも救済を受け、隣の9番から林越えで狙った2打目が見事にグリーンを捕えてパー発進。これで気持ちが落ち着いた尾崎はこの日4バーディー、1ボギーの69をマークし、ジャック・ニクラウスと並んで1打差2位でスタート。2日目は度々ドライバーショットを曲げて74に終わるが、それでも上位は伸びず、2打差6位と好位置で決勝ラウンドに進んだ。翌日は激しい雨で中止になり、仕切り直しの3日目はアウトこそ1アンダーであったが、インではバーディー無しの2ボギー、通算イーブンパーで5打差9位に後退する。月曜日の最終ラウンドは7番までパーを重ねた後に8番パー5で持ち前の豪打が炸裂し、2オンに成功してバーディーを先行させるが、続く9番で3パットのボギーを叩く。10番では1打目を林に打ち込み、3オン3パットのダブルボギーで手が届きかけていた優勝争いが遠くなってしまったが、インの2つのパー5、13番と15番では見せ場を作る。共に2打目でイーグルを狙える位置に運んだが、13番ではカラーからパターで狙った3打目がほんの僅かにショートし、15番では5ｍのパットがカップに当たりながら沈まなかった。17番では3パットでボギーとスコアを1つ落とし、試合後に「9番の3パットが痛かった。それからというものパットが思い切り打てなくなった」と悔しさを露わにしたが、72ホールを戦い終えて通算1オーバーで堂々の8位に入賞。河野が1970年に打ち立てた12位というマスターズのアジア選手最高位を更新し、同時に日本選手初のメジャートップ10入りとなった。
1974年にはワールドカップ日本代表に初めて選出され、尾崎と共に日出の勢いで日本ゴルフ界を席巻していた青木功とペアを結成。11月17日に日本シリーズを終えると翌18日に羽田空港を出発し、20数時間の長旅を経て21日開幕の大一番に臨むという強行軍であった。初日は3アンダーでボビー・コール&デール・ヘイズ（南アフリカ）、モーリス・ベンブリッジ&ピーター・タウンゼント（イングランド）と首位に並び、尾崎がボギーなしの3アンダー67、青木は3バーディー、3ボギーのパープレーという内容であった。2日目に尾崎は11番パー5でイーグルを決めるなど68で回り、青木は70で、通算5アンダーとした日本は南アフリカと首位を分け、尾崎は個人戦で単独首位に立った。3日目は尾崎・青木ともに70で通算5アンダーは変わらなかったが、南アフリカが6アンダーの単独首位に出て日本は2位に後退。3位はリー・トレビノ&ヘール・アーウィン（アメリカ）であったが、スコアは通算2オーバーと差がついており、日本と南アフリカの一騎打ちの様相を呈してきた。個人戦ではコールが7アンダーで首位で、尾崎は2打差の2位につけた。最終日は日本は南アフリカの3組前でスタートしていったが、3日間ともパープレーと粘っていた青木が序盤からスコアを落としていく。尾崎は11番でこの日3個目のバーディー（1ボギー）を決めて踏ん張っていたが、最難関といわれた12番パー4で急斜面の深いラフからの3打目を乗せることができずに痛恨のダブルボギーを叩く。この12番で南アフリカのコールは2打目をオーバーさせながら観客に当たってグリーンに乗るという幸運もあり、最終的には尾崎71、青木73で日本は通算1アンダー。南アフリカに5打差をつけられ、日本にとって3度目の2位に甘んじた。個人戦でも尾崎はコールから5打差の2位、青木の通算3オーバーは個人4位であったが、青木はこれが最後のワールドカップとなり、この年が最初で最後のAOペアであった。
青木、中嶋常幸とともに「AON」と呼ばれるほど日本のゴルフ界で活躍した。弟の尾崎健夫（ジェット）、尾崎直道（ジョー）らとともにジャンボ軍団として、若年層を育成している。
青木や中嶋に比して世界挑戦の意欲に乏しいとも評されたが、マスターズに日本ツアー賞金ランキング1位で招待されて通算18回出場し、1995年マスターズの第3ラウンドでは当時19歳のアマチュア選手であったタイガー・ウッズと共にプレー。全米オープンは1989年に6位入賞する。1988年に暴力団との交流が新聞記事になり、マスターズ出場を辞退した。
1996年11月17日にダンロップ・フェニックス選手権を3連覇してプロ通算100勝を達成。2005年マンダム・ルシード よみうりオープントーナメントで生涯1,000試合出場となるが、腰痛で2日目のラウンドを前に棄権する。
1997年の中日クラウンズ最終日に2番ホールで、ティーショットをラフに打ち込み、ドライバーを持ったままセカンド地点まで歩いてドライバーでアドレスし、アイアンに持ち替えて打った。一連の動作を見ていたグレグ・ノーマンは「尾崎の行為はライの改善ではないか」と競技委員に指摘するが、日本と米国は芝質が異なるため認められず、ノーマンは競技終了後に「ゴルフのルールは誰に対しても平等であり、世界共通でなければならない」と語った。
1999年からメジャー大会や世界ゴルフ選手権などの出場資格に「世界ゴルフランキング50位以内」が加えられ、4大メジャーで唯一招待試合であったマスターズに、日本人で初めて世界ランキングで出場する。
手首をマジックテープで固定するグローブを発売したが、ゴルフ用品ルールを統括するR&Aから違反を指摘されて発売が中止された。
50歳を過ぎたAONトリオの青木は海外、中嶋は国内とシニアツアーへそれぞれ積極的に参戦しているが、尾崎は全米プロシニアゴルフ選手権の特別招待を固辞して「レギュラーツアーにこだわる。シニアツアーに参加しない」と、シニアの大会には一度も参加していない。
2002年の全日空オープンで、ツアー制度を1973年に施行して以来最年長の55歳で優勝した。ツアー外では戸田藤一郎が1971年の関西プロを56歳9か月と7日で優勝している。
2005年11月1日にゴルフ場開発などによる負債50数億円の民事再生法適用手続きを東京地方裁判所へ申し立て、債務は16億円に減額決定された。
2006年オフシーズン中の12月14日に、坐骨神経痛と腰椎分離症を手術した。
2012年はエントリーした全22試合で予選落ちまたは棄権する。2012年オフシーズンにテーラーメイドゴルフ社の傘下に入って間もないアダムスゴルフ社と契約する。
2013年4月25日に、兵庫県川西市の山の原ゴルフクラブ 山の原コースで催された第20回つるやオープンの初日を1イーグル、9バーディー、2ボギーと計62打の9アンダーで周り、コースレコードにタイでレギュラーツアー初のエージシュートとなり単独で首位となるも、最終結果は51位だった。2013年シーズンの予選通過はこの試合のみで、2016年のシーズン終了時点で最後の予選通過である。
2016年3月、日本ゴルフツアー機構特別顧問に就任する。
2018年8月、NPO法人JUMBOスポーツ・ソリューションを設立し、相談役に就任した。

### 海外メジャー選手権成績
| 大会         | 1972 | 1973 | 1974 | 1975 | 1976 | 1977 | 1978 | 1979 |
| ------------ | ---- | ---- | ---- | ---- | ---- | ---- | ---- | ---- |
| マスターズ   | CUT  | T8   | CUT  | T43  | T33  | DNP  | CUT  | CUT  |
| 全米オープン | DNP  | DNP  | DNP  | DNP  | DNP  | DNP  | DNP  | DNP  |
| 全英オープン | DNP  | DNP  | DNP  | DNP  | DNP  | DNP  | T14  | T10  |
| PGA選手権    | DNP  | DNP  | DNP  | DNP  | DNP  | DNP  | DNP  | DNP  |

| 大会         | 1980 | 1981 | 1982 | 1983 | 1984 | 1985 | 1986 | 1987 | 1988 | 1989 |
| ------------ | ---- | ---- | ---- | ---- | ---- | ---- | ---- | ---- | ---- | ---- |
| マスターズ   | DNP  | DNP  | DNP  | DNP  | DNP  | DNP  | DNP  | CUT  | DNP  | T18  |
| 全米オープン | DNP  | DNP  | DNP  | DNP  | DNP  | DNP  | DNP  | T17  | CUT  | T6   |
| 全英オープン | T60  | T35  | DNP  | DNP  | DNP  | DNP  | DNP  | T11  | DNP  | T40  |
| PGA選手権    | DNP  | CUT  | DNP  | DNP  | DNP  | DNP  | DNP  | DNP  | DNP  | DNP  |

| 大会         | 1990 | 1991 | 1992 | 1993 | 1994 | 1995 | 1996 | 1997 | 1998 | 1999 | 2000 |
| ------------ | ---- | ---- | ---- | ---- | ---- | ---- | ---- | ---- | ---- | ---- | ---- |
| マスターズ   | 23   | T35  | DNP  | T45  | CUT  | T29  | CUT  | 42   | CUT  | CUT  | T28  |
| 全米オープン | T24  | CUT  | T23  | T33  | T28  | T28  | T67  | CUT  | CUT  | CUT  | DNP  |
| 全英オープン | CUT  | DNP  | CUT  | DNP  | T38  | CUT  | DNP  | DNP  | DNP  | DNP  | DNP  |
| PGA選手権    | T69  | DNP  | DNP  | DNP  | T47  | T49  | CUT  | DNP  | CUT  | DNP  | 78   |

DNP = 出場せず
CUT = ハーフウェイ・カット
T =順位タイ
黄色はトップ10入り。

### クラブ
尾崎はクラブに対しても常に今よりも良いものをと求めた。この点では同じクラブを調整しながら長く使った青木とは正反対とも言える。
ドライバー
- パワービルト : 1971年から1978年
- ホンマ コレクト : 1970年代後半から1980年代前半
- マグレガー・ターニーM85 : 1983年
- テーラーメイド ツアープリファード : 1987年 -
- ブリヂストン - Jumbo
- ブリヂストン - J's Professional Weapon
- ブリヂストン - J's Professional Secret Weapon JB model R
- ブリヂストン - J's World Stage Metal
- ブリヂストン - J's World Stage Titanium
- ワールドワン - O'ja
- TMJ - JO-33A
- TMJ - ミサイラー
- PRGR - TR-X
- PRGR - TR-X DUO
- キャスコ
- GMA - ロイヤルスター

アイアン
- パワービルト - サイテーション
- ベンホーガン - パーソナル
- ブリヂストン - Jumbo MTN III : 1983年 -
- ブリヂストン - Jumbo MTN III Limited Edition : 1984年 -
- ブリヂストン - Jumbo MTN III PRO MODEL : 1988年 -
- ブリヂストン - J's Classical Edition : 1992年
- ブリヂストン - J's Professional Weapon : 1992年 -
- ブリヂストン - J's Professional Secret Weapon : 1994年 -
- ブリヂストン - J's Titanium Muscle Back : 1996年 -
- ブリヂストン - J's King's Spirit : 1997年
- ワールドワン - O'ja 2001
- TMJ - ミレニアム
- TMJ - ミサイラー
- PRGR
- GMA - ロイヤルスター

アイアンの型番として長く使われた MTN III は「M:将司、T:健夫、N:直道、III:三兄弟」の意で、Jumbo、Jet、Joe、の3重 J をマークにし、J's マークは中心のJ'sを囲む三角形が三兄弟を現している。
クラブに対する造詣が深く、P/S、ウェッジのフェース面ノンメッキ、アイアンでのカーボンシャフト、パター上部の白いサイトラインなどを積極的に取り入れた。Jumbo MTN III PRO MODEL はスランプから復活時に使用したことから、人気を博して他社でも類似製品が見られた。ブリヂストン時代はグラファイトデザイン社製のカーボンシャフト HM-70、HM-80 9002、HM-80 9003 などを愛用した。

## ジャンボ軍団
プロデビュー後に兄弟や飯合肇など同志の後輩らとジャンボ軍団を結成して合同自主トレを開催し、多くのプロゴルファーが参加した。鈴木健などプロ野球選手も参加して自主トレする者もいた。
近年は尾崎自身、若手選手育成に熱心に取り組んでおり、女子プロゴルファーの原英莉花、笹生優花らが師事して居り、2018年に設立した『ジャンボ尾崎ゴルフアカデミー』では1期生として西郷真央、佐久間朱莉などがいる。

### 現在のメンバー
- 尾崎将司（ジャンボ）
- 尾崎健夫（ジェット）
- 尾崎直道（ジョー）
- 飯合肇（コング）
- 川岸良兼
- 金子柱憲
- 河野晃一郎
- 小山内護
- 尾崎智春 （ジャンボの実息）
- 小暮富志雄キャディ
- 宮下修マネージャー
- 鈴木健(元プロ野球選手)

女子部
- 原英莉花（姫）
- 西郷真央a（西郷どん）
- 笹生優花
- 佐久間朱莉a
- 小林夢果a

a=ジャンボ尾崎ゴルフアカデミー生

### 過去のメンバー
- 羽川豊
- 東聡
- 高見和宏
- 伊沢利光（TOSHI IZAWA）
- 佐野木計至 キャディ
- 桑原将一
- 板井榮一
- 田村亜矢
- 阿部桃子
- 脇元華
- 野沢真央
- リ・ハナ
- 和久井麻由 a

※a：ジャンボ尾崎ゴルフアカデミー生

## 人物
千葉真一の『影の軍団シリーズ』を好み、千葉が演ずる主人公が敵を倒す前に唱える「天魔覆滅」を“無”と解釈し、パターを打つ直前に「天魔覆滅」と唱え始め「リズムが出ていい」と語っている。
1964年9月17日、17歳時に地元である徳島県海部郡宍喰町で行われた1964年東京オリンピック聖火リレーに海南高ナインとともに聖火ランナーとして参加している。当時の徳島新聞には「甲子園のヒーロー海南高投手、尾崎正司君（十七）が〝登板〟すると、沿道を埋めた約２千人の町民はどっとどよめいた」と記述されている。
1975年、作詞：片桐和子、作曲：平尾昌晃の「君は今」で歌手デビューし、歌の上手さが評判になった。以後、歌手としてシングルやアルバムを発売しており、弟の健夫と坂口良子の結婚披露宴では、五木ひろしの「山河」を歌う模様がテレビ番組「ぴったんこカンカン」（TBS）で放送された。
西鉄在籍時、エースだった稲尾和久は、別府でのミニキャンプに入団2年目だった尾崎の帯同を許したり、尾崎が球団を辞してプロボウラーへの転向を思案中にゴルフを勧めるなど、尾崎をかわいがっていた。

## 関連情報

### ディスコグラフィ
シングル
| A面              | B面                          | 発売年月日    | レーベル         | 規格品番  | 備考                                                                                      |
| ---------------- | ---------------------------- | ------------- | ---------------- | --------- | ----------------------------------------------------------------------------------------- |
| 君は今           | 恋の町札幌                   | 1975年        | キャニオン       | A-260     |                                                                                           |
| On The Green     | 悲しみよ闇に散れ             | 1985年        | 日本コロムビア   | AH-587    | 「ジャンボ尾崎」名義                                                                      |
| Summer Love      | （片面のみ）                 | 1987年        | ポニーキャニオン | 7A0724    | アサヒビール「アサヒ生ビール」CMソング 尾崎紀世彦がオリジナルとなるこの曲をカバーして発売 |
| 少年のときめきで | 少年のときめきで（カラオケ） | 1989年2月21日 | ポニーキャニオン | S10A-0244 | 『ゴルフ 尾崎兄弟・飯合に挑戦!!』テーマ曲                                                 |

アルバム
| タイトル                      | 発売年 | レーベル   | 規格品番 | 備考 |
| ----------------------------- | ------ | ---------- | -------- | ---- |
| 君は今 -ラブソングメッセージ- | 1975年 | キャニオン | C-3056   |      |

### 出演テレビ番組
- ジャンボ尾崎のチャレンジゴルフ（NETテレビ、1970年代頃）
- ワールドワイドゴルフ　尾崎・河野の世界に挑戦‼（フジテレビ）
- 旅がらす事件帖 第16話「無情街道にみた風車」（関西テレビ、1981年） - 十六夜十兵衛（特別出演）
- ゴルフ 尾崎兄弟・飯合に挑戦!!（テレビ東京、1980年代から2001年3月まで） - 番組開始当初は『ゴルフ 尾崎兄弟に挑戦!!』。

### 出演テレビCM
- シャープ （1970年代半ば）
  - エルシーメイト（電卓）
  - チロルNewZ（エアコン 娘と出演）
  - ロングランカラー（カラーテレビ）ほか
- 昭和産業（1980年代前半）
  - ギフトセット（五十嵐めぐみ　手塚理美と共演）
- アサヒビール（1987年）
  - アサヒ生ビール（青木功と共演）
- 芝興産（1987年）
- ウイルソン (1990年)
  - パーコート (カーワックス)
- 株式会社レダ
  - プチシルマ（研ナオコと共演）

### ゲームソフト
- ジャンボ尾崎のホールインワンプロフェッショナル - 1988年2月1日にハル研究所が発売したファミリーコンピュータ用ソフト。
- ジャンボ尾崎スーパーマスターズ - 1989年にセガが発売したアーケードゲーム。
- 尾崎直道のスーパーマスターズ - 1989年9月9日にセガが発売したメガドライブ用ソフト。上記のアーケード版「スーパーマスターズ」を家庭用にアレンジ移植したもの。
- ジャンボ尾崎のホールインワン - 1991年2月23日にハル研究所が発売したスーパーファミコン用ソフト。

### Vシネマ
- 平成維新伝 群狼がゆく（2000年） - 黒川連合総裁 黒川将龍 特別友情出演

### 書籍
- 「誰も書けなかったジャンボ尾崎」金子柱憲：著（2021年12月18日、主婦の友社）